# Дихальце

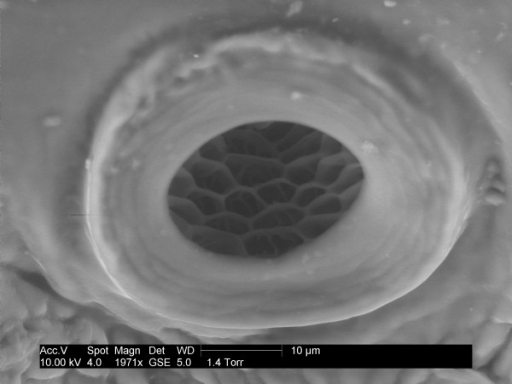
Дихальце головної воші під електронним мікроскопом

Дихальце, або стигма — отвір, яким починається трахейна система членистоногих та оніхофор. Стигми зазвичай мають складний замикальний апарат.
Через дихальця повітря надходить у великі трахейні стовбури. Стигми мають складну будову і забезпечені спеціальними пристосуваннями, що захищають їх від засмічення і потрапляння всередину вологи. У багатьох дорослих комах близько 10 пар дихалець. У личинок, що живуть у воді, часто розвинена лише одна пара. У деяких паразитичних комах дихалець немає зовсім.

## Будова дихальця
Нижче дихальця знаходиться атріальна порожнина. Замикальний апарат утворений стінками атріальної порожнини.
Зовнішній замикальний апарат складається з двох клапанів (вальв), які замикають вхід до трахеї. Внутрішній замикальний апарат може містити різні структури, які знаходяться вглибині атріальної порожнини. Додатково до внутрішнього замикача часто наявні фільтри, які утворені щетинками.

## Функція
Замикальний апарат працює завдяки 1 чи 2 м'язам. У разі наявності одного м'яза, він є замикачем. Відкривання стигми відбувається за рахунок еластичності стінок. Якщо в замикальному апараті присутні 2 м'язи, то один з них працює як замикач, а інший — як відкривач. При цьому в конкретного виду комах можуть бути наявні обидва типи дихалець.